# Schmidt-Ruthenbeck
Schmidt-Ruthenbeck ist der Name einer deutschen Unternehmerfamilie, die einen Anteil von 15,77 Prozent am Handelskonzern Metro AG hält.

## Anfänge
Karl Schmidt gründete im Jahre 1923 im Duisburger Innenhafen die Großeinkaufsgesellschaft Karl Schmidt OHG, die Ende der 1960er Jahre als Spar-Zentrale Duisburg über 500 Spar-Märkte in der Region belieferte. Seine beiden Söhne Wilhelm Schmidt-Ruthenbeck (1906–1988) und Ernst Schmidt (geb. 1904) gründeten am 8. November 1963 den ersten Metro SB-Großmarkt in Essen-Vogelheim. Zusammen mit der Unternehmerfamilie Schell (Mülheim an der Ruhr) erfolgte 1964 die Gründung der Metro SB-Großmärkte GmbH & Co. KG und die Eröffnung des zweiten Metro SB-Großmarktes in Mülheim-Dümpten. Nach der Eröffnung des dritten Metro SB-Großmarktes in Berlin-Tiergarten 1965 erweiterten Otto Beisheim (Mülheim an der Ruhr) und die Haniel-Gruppe (Duisburg) den Gesellschafterkreis. Die Familie Schell verließ ihn 1965.

## Übergabe an die Kinder
Wilhelm Schmidt (1906–1988) hatte Vera Ruthenbeck (1914–2006) geheiratet und den Familiennamen Schmidt-Ruthenbeck angenommen. Das Ehepaar hatte die Kinder Michael (geb. 1942), Reiner (1941) und Viola Schmidt-Ruthenbeck. Nach dem Tode des Vaters Wilhelm Ende 1988 wurden seine Firmenanteile an die beiden Söhne übertragen. Dabei sollen Verwandte des Firmengründers hohe Erbabfindungen erhalten haben. 
- Michael Schmidt-Ruthenbeck (geboren am 9. Dezember 1942) verfasste 1973 eine Dissertation.[2]
- Reiner Schmidt-Ruthenbeck (geb. 1941) verzichtete im Jahre 1997 auf seinen zweiten Namen Ruthenbeck.

Die Firmenanteile wurden durch die Gebr. Schmidt Verwaltungsgesellschaft mbH in Essen gehalten.

## Der große Brüderstreit
Nach dem Tode der Mutter Vera Ruthenbeck am 26. Januar 2006 kam es zum großen Streit zwischen den Brüdern: Michael Schmidt-Ruthenbeck ließ dabei seinen Bruder Reiner Schmidt als Geschäftsführer der Gebr. Schmidt Verwaltungsgesellschaft mbH mit Hilfe der Kammer für Handelssachen des Landgerichts Essen im Februar 2006 abberufen.
Bei dem Streit ging es insbesondere um den von Michael Schmidt-Ruthenbeck veranlassten Verkauf eines Anteils von 5,39 Prozent an der Metro AG. Dieses Aktienpaket wurde zu einem Aktienpreis von 43 Euro je Aktie zu einem Gesamtpreis von ca. 750 Mio. Euro durch die Investmentgesellschaft Suprapart AG verkauft. Danach hatte die Familie noch einen Anteil von 13,15 Prozent an der Metro AG.

## Stiftung Mercator
Den Verkaufserlös von ca. 750 Mio. Euro brachte Michael Schmidt-Ruthenbeck in die familieneigene Stiftung Mercator in Essen ein. Diese gemeinnützige Stiftung widmet sich der Förderung der Demokratie sowie den vier Teilbereichen Digitalisierte Gesellschaft, Europa in der Welt, Klimaschutz sowie Teilhabe und Zusammenhalt.

## Vermögensverwaltung in der Schweiz
Die beiden Brüder Michael Schmidt-Ruthenbeck und Reiner Schmidt leben inzwischen in der Schweiz. Die Familieninteressen wurden im Aufsichtsrat der Metro AG seit 2007 von Peter Küpfer (ehemaliger Finanzvorstand der Credit Suisse) vertreten. Das Vermögen wurde bis 2019 von der Karl Schmidt Familienstiftung in Zürich verwaltet. Mit einem geschätzten Vermögen von 2,6 Mrd. Dollar standen die Brüder 2009 nach dem Forbes Magazin auf Platz 246 der Liste der reichsten Menschen der Welt – mit geschätzten 3,2 Mrd. Euro nach dem Manager Magazin auf Platz 31 der Liste der reichsten Deutschen.

## Hotelinvestments
Im Jahre 1993 wurden 21 ehemalige DDR-Ferienhotels von der Treuhandanstalt erworben. Das bekannteste Hotel ist das Kurhaus Binz. Die Hotels werden in der Travel Charme Hotel GmbH in Berlin gehalten. Die ARH Resort Holding AG betreibt Hotels in der Schweiz.

## Mögliche Nachfolger
Michael Schmidt-Ruthenbeck und Reiner Schmidt haben keine Kinder. Ihre jüngere Schwester Viola ist mit Ludwig Reisner (geb. 1945) verheiratet; beide haben einige Kinder, die mögliche Nachfolger in den Familienstiftungen werden könnten.